# Kulosaari (stație de metrou)

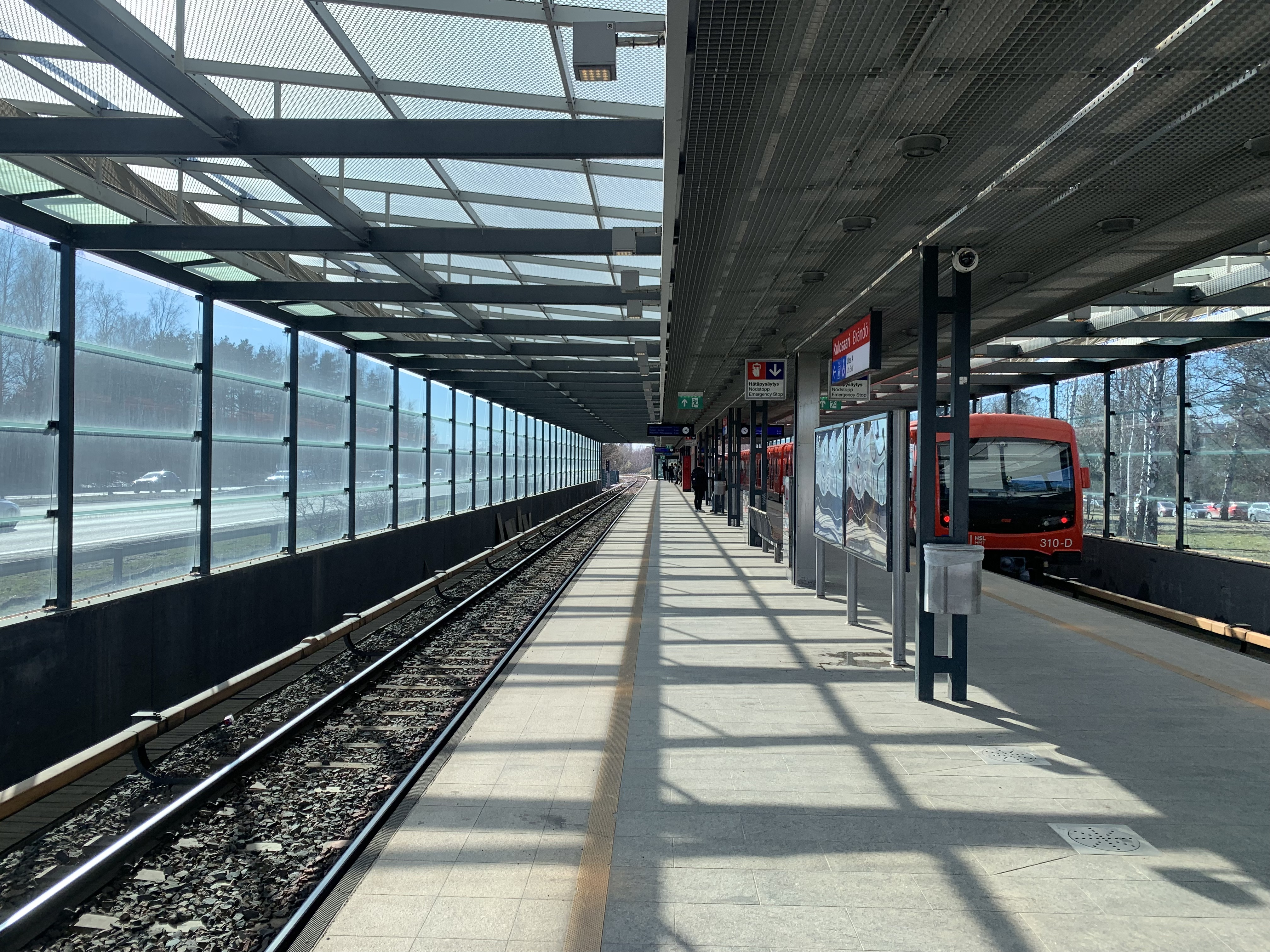
(2022)

Kulosaari (Brändö în suedeză) este o stație a metroului din Helsinki, situată pe insula Kulosaari din estul orașului. Stația este în aer liber și a fost deschisă pe 1 iunie 1982, fiind planificată de Jaakko Ylinen și Jarmo Maunula. Este situată la 2,946 km de Sörnäinen, proxima stație spre vest, și 1,442 km de Herttoniemi, proxima stație spre est.